# Bošany
Bošany – wieś (obec) w powiecie Partizánske, w kraju trenczyńskim na Słowacji. Znajduje się na Nizinie Naddunajskiej nad rzeką Nitrą.